# Trichoniscus tenebrarum
Trichoniscus tenebrarum là một loài chân đều trong họ Trichoniscidae. Loài này được Verhoeff miêu tả khoa học năm 1926.